# Майман (сеок)
Майман — один из самых многочисленных алтайских сеоков. Состоит из двух экзогамных подразделений — кара майман или «черные майманы», и кӧгӧл майман, или «синие майманы». В алтайском языке фонемы н / м взаимозаменяемы и потому часть алтайцев именуют себя найман, другая часть майман, что одно и то же. Чаще всего алтайцы говорят майман. Майманы живут преимущественно в центральных районах Республики Алтай: Онгудайском, Шебалинском, Усть-Коксинском и столице — г. Горно-Алтайск. В этногенетических преданиях упоминается о пура / бура майманах.